# Centroclisis taramassoi
Centroclisis taramassoi is een insect uit de familie van de mierenleeuwen (Myrmeleontidae), die tot de orde netvleugeligen (Neuroptera) behoort. 
Centroclisis taramassoi is voor het eerst wetenschappelijk beschreven door Navás in 1932.